# Анна де Медичи (1569 – 1584)
Вижте пояснителната страница за други личности с името Анна де Медичи.
Анна де Мèдичи (на италиански: Anna de' Medici; * 31 декември 1569, Флоренция, Велико херцогство Тоскана; † 19 февруари 1584, Флоренция, Велико херцогство Тоскана) е принцеса от Велико херцогство Тоскана, член на прочутия Дом Медичи.

## Произход
Анна е третото дете на великия херцог на Тоскана Франческо I де Медичи (1549 – 1587) и на първата му съпруга ерцхерцогиня Йохана Австрийска (1547 – 1578). Нейни дядо и баба по бащина линия са Козимо I де Медичи, първи Велик херцог на Тоскана, и Елеонора ди Толедо, аристократка от Дом Алба, свързан с кралете на Испания, а по майчина – император Фердинанд I и Анна Ягелонина, последната представителка на Дом Ягелони, който управлява кралствата Бохемия и Унгария. Тя е третата в поредица от шест дъщери, родени от Великата херцогиня. Тази трудност при раждането на мъжки наследник е сериозна тревога за майка ѝ, която трябва да се справя със съпруг и двор, които непрекъснато ѝ се подиграват. Съперничейки си с любовницата на баща ѝ Бианка Капело, майка ѝ умира на 31 г. Има един брат и пет сестри:
- Елеонора Мария (1566 – 1611), херцогиня на Мантуа и Монферат като съпруга на Винченцо I Гонзага
- Ромола (1568)
- Изабела (1571 – 1572)
- Лукреция (1572 – 1574)
- Мария (1573 – 1642), кралица на Франция чрез брака си с Анри IV, крал на Франция, майка на крал Луи XIII
- Филипо (1577 – 1582), наследник на Велико херцогство на Тоскана, велик принц на Тоскана от раждането до ранната си смърт

Има и един полубрат от втория брак на баща си.

## Биография
Франческо I сгодява Анна през 1578 г. за братовчед ѝ Карл, маркграф на Бургау, син на Фердинанд II, ерцхерцог на Австрия (брат на майка ѝ). Портрет на Анна е изпратен на ерцхерцога. Бащата на Анна дори иска разрешение през 1579 г. за брака от Филип II от Испания, който е един от най-могъщите владетели на времето. Но преговорите са прекратени и бракът не се осъществява. Възможно е след неуспешните преговори Франческо да е започнал преговори с херцога на Савоя Карл Емануил I, но тези преговори също са прекратени.
Анна скоро се разболява. На 19 февруари 1584 г. нейната сестра Елеонора изпраща писмо до баща им от името на Анна с молба да дойде и да я посети, преди тя да умре. 14-годишната Анна умира същия ден. Погребана е в Параклисите на Медичите в базиликата „Сан Лоренцо“.
През 1857 г., по време на първоначално проучване на телата на Медичите, тялото ѝ е намерено така: „... добре запазено, с изсушена плът, прилепнала към костите, но липсваща коса, от която са останали само няколко плитки. Синята копринена рокля бе много скъсана, а също и дантелата около врата“.